# IFA F9
Az IFA F9 egy autó, melyet 1949 és 1956 között gyártott az Industrieverband Fahrzeugbau (IFA) Kelet-Németországban. A gyártás eleinte Zwickauban folyt, az Auto Union korábbi üzemében, majd 1953-ban áttevődött Eisenachba, ahol azelőtt a BMW készítette modelljeit. Később ugyanitt kezdődött meg az IFA F9 alapjain nyugvó Wartburg 311 gyártása.

## A modell létrejötte
Műszakilag az F9 nagyban a DKW F8-ra épült, mely 1939 és 1942 között készült. A karosszéria a DKW F9 tervei alapján készült, mellyel az Auto Union készült leváltani az F8-at, de a második világháború kitörése miatt csak prototípusi státuszig jutott. A háború után az első autó, melyet elkezdtek gyártani Zwickauban a háború előtti F8 volt, majd 1949-ben megjelent az új IFA F9. (Nyugat-Németországban szintén megjelent egy modell ugyanezen tervek alapján: a DKW F89.) Az új modellbe az a háromhengeres, kétütemű motor került, mely az 1938-as F9 prototípusban is volt. Nyugat-Németországban az Auto Union csak 1953-tól kezdte alkalmazni ezt, előtte kéthengeres motorokkal szerelte modelljeit.

## Karosszériák
A ma is fellelhető, restaurált F9-esek túlnyomó többsége szedán, de az autóból készült kabrió, kombi és sportváltozat is. A háború utáni időszakban az acélellátás meglehetősen szegényes volt Európa sok országában, ezért az IFA F9 karosszériájához gyakran használtak műanyag elemeket is, különösen, miután a gyártás 1953-ban áttevődött Eisenachba. A kocsi a korabeli adatok szerint jó pár kilogrammal könnyebb volt, mint az Auto Union által gyártott "féltestvére", a DKW F89, ami jót tett a kezelhetőségének.

## Műszaki felépítés
Az F9-be 910 cm³-es, soros háromhengeres, vízhűtéses kétütemű motor került, mely 28 (egyes források szerint 30) lóerős teljesítmény leadására volt képes. A hűtő a motor mögött kapott helyet, ami meglehetősen szokatlan, de nem egyedülálló megoldás volt, többek között a DKW F91-ben is megfigyelhető volt. Az elsőkerék-meghajtású autóba négysebességes manuális sebességváltó került szabadonfutóval.